# Quartier des Amandiers
Le quartier des Amandiers est un quartier de Paris.

## Situation et accès
Situé dans le 20e arrondissement de Paris, il est constitué d'un quadrilatère délimité par la rue de Ménilmontant, le cimetière du Père-Lachaise, le boulevard de Ménilmontant et la rue Sorbier. Il fait partie du quartier administratif du Père-Lachaise. Il est depuis les années 2000 surnommé « la Banane » du fait d'un immeuble incurvé au 78 rue des Amandiers.

## Historique
Vers 1900, une certaine Maria Cosson, qui était « la Reine des Amandiers », dirigeait une bande d'« Apaches » du quartier qui avaient, pour signe distinctif, un tatouage en forme de croissant au dos de la main. Après la Première Guerre mondiale, il est par la suite classé îlot insalubre no 11. Plusieurs opérations de constructions immobilières se succèdent de 1945 à 1996,.
Par ailleurs, entre le 10 et 13 mars 1958, le quartier est le théâtre d'un vaste exercice des sapeurs-pompiers de Paris. Pendant deux jours, le quartier s'embrase pour permettre aux pompiers d’étudier le comportement des incendies et tester du nouveau matériel.

## Bâtiments remarquables et lieux de mémoire
- Le rappeur Moha La Squale, qui a passé une partie de son enfance dans le quartier, a publié la chanson Bienvenue à la Banane en 2018[6].
- Le quartier apparaît dans quelques scènes du film La Haine, réalisé par Mathieu Kassovitz et sorti en 1995.